# Загорулько, Дмитрий Сергеевич
Дми́трий Серге́евич Загорулько (12 декабря 1915, Богодуховский район — 10 мая 1944, Севастополь, Крымская АССР) — старший лейтенант Рабоче-крестьянской Красной армии, участник Великой Отечественной войны, Герой Советского Союза (1945).

## Биография
Дмитрий Загорулько родился 12 декабря 1915 года в селе Мерло (ныне — Богодуховский район Харьковской области Украины). После окончания семи классов школы работал счетоводом в колхозе. Позднее окончил Харьковский дорожно-строительный техникум, после чего работал на Харьковском паровозостроительном заводе. В 1937 году Загорулько был призван на службу в Рабоче-крестьянскую Красную армию. Участвовал в советско-финской войне. Окончил школу младших командиров, затем курсы политруков. С июня 1941 года — на фронтах Великой Отечественной войны. С конца 1942 года старший лейтенант Дмитрий Загорулько командовал сапёрной ротой 41-го отдельного сапёрного батальона 77-й стрелковой дивизии 51-й армии 4-го Украинского фронта. Участвовал в Сталинградской битве, Ростовской операции 1943 года, Мелитопольской операции, переходе через Сиваш, освобождении Крыма. Отличился во время штурма Сапун-горы.
7 мая 1944 года Загорулько обеспечивал в инженерном отношении наступление стрелкового полка. При его непосредственном участии его рота обезвредила 480 мин, подорвала 2 дота, уничтожила около 15 пулемётных точек, проделала 15 проходов в проволочных заграждениях противника. 9 мая 1944 года в боях за Корабельную Слободу в черте Севастополя Загорулько первым установил Красное Знамя на одном из зданий. 10 мая он погиб в одном из боёв. Похоронен в братской могиле на кладбище посёлка Дергачи в Севастополе.
Указом Президиума Верховного Совета СССР от 24 марта 1945 года «за образцовое выполнение боевых заданий командования на фронте борьбы с немецкими захватчиками и проявленные при этом отвагу и геройство» старший лейтенант Дмитрий Загорулько посмертно был удостоен высокого звания Героя Советского Союза. Также был награждён орденами Ленина и Красной Звезды. Навечно зачислен в списки личного состава воинской части.
В честь Загорулько названы улицы в Севастополе и Богодухове, школа в Мерло.